# مات ستيرلينغ
مات ستيرلينغ (بالإنجليزية: Matt Sterling)‏ هو كاتب سيناريو ومخرج أمريكي، ولد في 8 أكتوبر 1942، وتوفي في 6 ديسمبر 2006 في لوس أنجلوس في الولايات المتحدة.

## وصلات خارجية
- مات ستيرلينغ على موقع IMDb (الإنجليزية)
- مات ستيرلينغ على موقع قاعدة بيانات الفيلم (الإنجليزية)
- مات ستيرلينغ على موقع كينوبويسك (الروسية)